# Intzayetsi
Els Intzayetsi o Ynzayetsi van ser una família de nakharark (nobles) d'Armènia que tenien el seu feu hereditari a la comarca de l'Andzakhí Dzor, a la província de Baspracània.